# Agelasta humeralis
Agelasta humeralis är en skalbaggsart som först beskrevs av Charles Joseph Gahan 1894.  Agelasta humeralis ingår i släktet Agelasta och familjen långhorningar.
Artens utbredningsområde är Burma. Inga underarter finns listade i Catalogue of Life.